# Keizersmammoet
De keizersmammoet (Mammuthus imperator) is een uitgestorven mammoetsoort die leefde in Noord-Amerika van het Plioceen tot het Pleistoceen, dus van 4,9 miljoen tot 11.000 jaar geleden.
De keizersmammoet was de op een na grootste mammoetsoort, de steppemammoet (Mammuthus trogontherii) was de grootste, maar de keizersmammoet was wel de grootste op het westelijk halfrond. Hun lengte bedroeg ongeveer 4,9 meter en ze kwamen voor van Canada tot aan New Mexico.
Omdat het veel warmer was in centraal en zuidwest Noord-Amerika, dan in Eurazië en de rest van Noord-Amerika, had de keizersmammoet geen dikke vacht zoals de wolharige mammoet.
De Amerikaanse mammoet (Mammuthus columbi) wordt vaak verward met de keizersmammoet, maar het verschil is dat de slagtanden van de keizersmammoet duidelijk gebogen zijn en die van M. columbi veel minder.